# Neboissoperla monteithi
Neboissoperla monteithi är en bäcksländeart som beskrevs av Günther Theischinger 1982. Neboissoperla monteithi ingår i släktet Neboissoperla och familjen Gripopterygidae. Inga underarter finns listade i Catalogue of Life.